# Valentin Madouas
Valentin Madouas, född den 12 juli 1996, är en fransk professionell landsvägscyklist.

## Karriär
Madouas har tävlat professionellt sedan 2018. Bland hans meriter kan en vinst i Bretagne Classic år 2023 nämnas. Vid OS 2024 tog han silver på linjeloppet.